# Niklas Andersson (ishockeyspelare född 1986)
Niklas E Andersson, född 5 mars 1986, är en svensk före detta professionell ishockeyspelare. Hans moderklubb är Norrtälje IK, men han debuterade i Elitserien för Brynäs IF säsongen 2003/2004. De två efterföljande säsongerna tog han en plats i a-laget, men han lämnade klubben efter säsongen 2005/2006. Två sejourer i allsvenska Almtuna IS och Växjö Lakers följde innan han kom till Djurgårdens IF 2008. Han hade svårt att platsa där och efter att först varit utlånad till Leksands IF blev hans övergång permanent i november 2009.
Efter att ha tagit upp sin moderklubb Norrtälje IK till Division 2 avslutade Andersson sin spelarkarriär 2015.
Den 16 april 2024 blev Andersson ny assisterande tränare till Markus Åkerblom i AIK Hockey.